# 定職
定職（ていしょく）とは、臨時ではない定まった職業のこと。アルバイトやパートタイマーの対義語。
狭義には契約社員を含めずに正規雇用による正社員のみを指す。広義には長期雇用が前提の常勤職員として就職することを指すことがある。
1980年代後半以降、フリーター（フリーアルバイター）の増加に伴い、堅実な生き方の代名詞のように使われることもある。賃金・給与は、時給や日給のような単価勤務ではなく、月給や年俸のような固定額を受け取るのが特徴。
就業規則に則り解雇には懲戒処分や企業業績の悪化などの条件が必要となる。懲戒免職でない解雇（諭旨免職を含む）の場合、職場に制度が整備されていれば退職金を受け取れる。融資を受けようとする際には、定職に就いていることを条件にすることが多く、社会的信用の基礎にされている。